# 2022–2023-as UEFA Nemzetek Ligája (A liga)
A 2022–2023-as UEFA Nemzetek Ligájának A ligája az UEFA Nemzetek Ligája 2022–2023-as kiírásának legmagasabb divíziója volt. Az A ligából kerül ki a Nemzetek Ligája győztese, a döntőt 2023 júniusában játsszák.

## Lebonyolítás
Az A ligában a 2022–2023-as UEFA Nemzetek Ligája kiemelési rangsorának 1–16. helyezettjei vettek részt, négy csoportra osztva. A csoportokban a csapatok összesen hat mérkőzést játszottak, oda-visszavágós körmérkőzéses rendszerben mérkőztek meg egymással 2022 júniusában és szeptemberében. A csoportok győztesei továbbjutottak az UEFA Nemzetek Ligájának négyes döntőjébe, a negyedik helyezett csapatok kiestek a 2024–2025-ös UEFA Nemzetek Ligájának B ligájába.
Az UEFA Nemzetek Ligájának négyes döntőjét 2023 júniusában rendezték, egyenes kieséses rendszerben, amely két elődöntőt, egy bronzmérkőzést és egy döntőt tartalmazott. Az elődöntők párosítását, valamint bronzmérkőzés és a döntő pályaválasztó csapatait sorsolással döntötték el. A helyszínt a négy továbbjutó csapat közül választották ki. A döntő győztese nyerte az UEFA Nemzetek Ligáját.
A négy csoportgyőztest a 2024-es labdarúgó-Európa-bajnokság selejtezőjének sorsolása során ötcsapatos csoportba sorsolták.

## Csapatok

### Változások
A 2020–2021-es kiírás utáni változások:
| Feljutott a B ligából                          |
| ---------------------------------------------- |
| - Ausztria - Csehország - Magyarország - Wales |

| Kiesett a B ligába                                    |
| ----------------------------------------------------- |
| - Bosznia-Hercegovina - Izland - Svédország - Ukrajna |

### Kiemelés
A kiemelés a 2022–2023-as UEFA Nemzetek Ligája kiemelési rangsorának megfelelően a 2020–2021-es UEFA Nemzetek Ligája összesített rangsora alapján történt. A kiemelést 2021. szeptember 22-én tették közzé.
| Csapat                  | Hely. |
| ----------------------- | ----- |
| Franciaország (címvédő) | 1.    |
| Spanyolország           | 2.    |
| Olaszország             | 3.    |
| Belgium                 | 4.    |

| Csapat      | Hely. |
| ----------- | ----- |
| Portugália  | 5.    |
| Hollandia   | 6.    |
| Dánia       | 7.    |
| Németország | 8.    |

| Csapat        | Hely. |
| ------------- | ----- |
| Anglia        | 9.    |
| Lengyelország | 10.   |
| Svájc         | 11.   |
| Horvátország  | 12.   |

| Csapat       | Hely. |
| ------------ | ----- |
| Wales        | 13.   |
| Ausztria     | 14.   |
| Csehország   | 15.   |
| Magyarország | 16.   |

A csoportok sorsolását 2021. december 16-án közép-európai idő szerint 18 órától tartották Nyonban. Mindegyik csoportba mindegyik kalapból egy csapat került.

## Csoportok
Az időpontok közép-európai nyári idő (UTC+2) szerint értendők. Az ettől eltérő időzónában játszott mérkőzéseknél zárójelben szerepel a helyi idő is.

### 1. csoport
| Hely. | Csapat        | M | Gy | D | V | G+ | G– | Gk | P  | Feljutás vagy kiesés                            |     | Horvátország | Dánia | Franciaország | Ausztria |
| ----- | ------------- | - | -- | - | - | -- | -- | -- | -- | ----------------------------------------------- | --- | ------------ | ----- | ------------- | -------- |
| 1.    | Horvátország  | 6 | 4  | 1 | 1 | 8  | 6  | +2 | 13 | Továbbjutott a Nemzetek Ligája négyes döntőjébe |     | —            | 2–1   | 1–1           | 0–3      |
| 2.    | Dánia         | 6 | 4  | 0 | 2 | 9  | 5  | +4 | 12 |                                                 |     | 0–1          | —     | 2–0           | 2–0      |
| 3.    | Franciaország | 6 | 1  | 2 | 3 | 5  | 7  | −2 | 5  |                                                 | 0–1 | 1–2          | —     | 2–0           |          |
| 4.    | Ausztria      | 6 | 1  | 1 | 4 | 6  | 10 | −4 | 4  | Kiesett a B ligába                              |     | 1–3          | 1–2   | 1–1           | —        |

| 2022. június 3. 20:45 |

| Horvátország | 0–3               | Ausztria                                    |
| ------------ | ----------------- | ------------------------------------------- |
|              | (0–1) Jegyzőkönyv | Arnautović 41' Gregoritsch 54' Sabitzer 57' |

| Gradski Vrt Stadium, Eszék Játékvezető: Chris Kavanagh (angol) |

| 2022. június 3. 20:45 |

| Franciaország | 1–2               | Dánia             |
| ------------- | ----------------- | ----------------- |
| Benzema 51'   | (0–0) Jegyzőkönyv | Cornelius 68' 88' |

| Stade de France, Saint-Denis Játékvezető: Felix Zwayer (német) |

| 2022. június 6. 20:45 |

| Horvátország            | 1–1               | Franciaország |
| ----------------------- | ----------------- | ------------- |
| Kramarić 83' (11-esből) | (0–0) Jegyzőkönyv | Rabiot 52'    |

| Gradski stadion u Poljudu, Split Játékvezető: Marco Guida (olasz) |

| 2022. június 6. 22:15 |

| Ausztria     | 1–2               | Dánia                           |
| ------------ | ----------------- | ------------------------------- |
| Schlager 67' | (0–1) Jegyzőkönyv | Højbjerg 28' Stryger Larsen 84' |

| Ernst Happel Stadion, Bécs Játékvezető: William Collum (skót) |

| 2022. június 10. 20:45 |

| Ausztria    | 1–1               | Franciaország |
| ----------- | ----------------- | ------------- |
| Weimann 37' | (1–0) Jegyzőkönyv | Mbappé 83'    |

| Ernst Happel Stadion, Bécs Játékvezető: Anasztásziosz Szidirópulosz (görög) |

| 2022. június 10. 20:45 |

| Dánia | 0–1               | Horvátország |
| ----- | ----------------- | ------------ |
|       | (0–0) Jegyzőkönyv | Pašalić 69'  |

| Parken Stadion, Koppenhága Játékvezető: Bartosz Frankowski (lengyel) |

| 2022. június 13. 20:45 |

| Dánia                   | 2–0               | Ausztria |
| ----------------------- | ----------------- | -------- |
| Wind 21' Skov Olsen 37' | (2–0) Jegyzőkönyv |          |

| Parken Stadion, Koppenhága Játékvezető: Alejandro Hernández Hernández (spanyol) |

| 2022. június 13. 20:45 |

| Franciaország | 0–1               | Horvátország         |
| ------------- | ----------------- | -------------------- |
|               | (0–1) Jegyzőkönyv | Modrić 5' (11-esből) |

| Stade de France, Saint-Denis Játékvezető: Orel Grinfeld (izraeli) |

| 2022. szeptember 22. 20:45 |

| Horvátország       | 2–1               | Dánia       |
| ------------------ | ----------------- | ----------- |
| Sosa 49' Majer 79' | (0–0) Jegyzőkönyv | Eriksen 77' |

| Stadion Maksimir, Zágráb Játékvezető: Davide Massa (olasz) |

| 2022. szeptember 22. 20:45 |

| Franciaország         | 2–0               | Ausztria |
| --------------------- | ----------------- | -------- |
| Mbappé 56' Giroud 65' | (0–0) Jegyzőkönyv |          |

| Stade de France, Saint-Denis Játékvezető: Andreas Ekberg (svéd) |

| 2022. szeptember 25. 20:45 |

| Ausztria       | 1–3               | Horvátország                    |
| -------------- | ----------------- | ------------------------------- |
| Baumgartner 9' | (1–1) Jegyzőkönyv | Modrić 6' Livaja 69' Lovren 72' |

| Ernst Happel Stadion, Bécs Játékvezető: Artur Dias (portugál) |

| 2022. szeptember 25. 20:45 |

| Dánia                      | 2–0               | Franciaország |
| -------------------------- | ----------------- | ------------- |
| Dolberg 34' Skov Olsen 39' | (2–0) Jegyzőkönyv |               |

| Parken Stadion, Koppenhága Játékvezető: Kovács István (román) |

### 2. csoport
| Hely. | Csapat        | M | Gy | D | V | G+ | G– | Gk | P  | Feljutás vagy kiesés                            |     | Spanyolország | Portugália | Svájc | Csehország |
| ----- | ------------- | - | -- | - | - | -- | -- | -- | -- | ----------------------------------------------- | --- | ------------- | ---------- | ----- | ---------- |
| 1.    | Spanyolország | 6 | 3  | 2 | 1 | 8  | 5  | +3 | 11 | Továbbjutott a Nemzetek Ligája négyes döntőjébe |     | —             | 1–1        | 1–2   | 2–0        |
| 2.    | Portugália    | 6 | 3  | 1 | 2 | 11 | 3  | +8 | 10 |                                                 |     | 0–1           | —          | 4–0   | 2–0        |
| 3.    | Svájc         | 6 | 3  | 0 | 3 | 6  | 9  | −3 | 9  |                                                 | 0–1 | 1–0           | —          | 2–1   |            |
| 4.    | Csehország    | 6 | 1  | 1 | 4 | 5  | 13 | −8 | 4  | Kiesett a B ligába                              |     | 2–2           | 0–4        | 2–1   | —          |

| 2022. június 2. 20:45 |

| Csehország                 | 2–1               | Svájc      |
| -------------------------- | ----------------- | ---------- |
| Kuchta 11' Sow 58' (öngól) | (1–1) Jegyzőkönyv | Okafor 44' |

| Sinobo Stadion, Prága Játékvezető: Daniel Siebert (német) |

| 2022. június 2. 20:45 |

| Spanyolország | 1–1               | Portugália |
| ------------- | ----------------- | ---------- |
| Morata 25'    | (1–0) Jegyzőkönyv | Horta 82'  |

| Benito Villamarín Stadion, Sevilla Játékvezető: Michael Oliver (angol) |

| 2022. június 5. 20:45 |

| Csehország          | 2–2               | Spanyolország           |
| ------------------- | ----------------- | ----------------------- |
| Pešek 4' Kuchta 66' | (1–1) Jegyzőkönyv | Gavi 45+3' Martínez 90' |

| Sinobo Stadion, Prága Játékvezető: François Letexier (francia) |

| 2022. június 5. 20:45 (19:45 UTC+1) |

| Portugália                               | 4–0               | Svájc |
| ---------------------------------------- | ----------------- | ----- |
| Carvalho 15' Ronaldo 35' 39' Cancelo 68' | (3–0) Jegyzőkönyv |       |

| Estádio José Alvalade, Lisszabon Játékvezető: Orel Grinfeeld (izraeli) |

| 2022. június 9. 20:45 (19:45 UTC+1) |

| Portugália             | 2–0               | Csehország |
| ---------------------- | ----------------- | ---------- |
| Cancelo 33' Guedes 38' | (2–0) Jegyzőkönyv |            |

| Estádio José Alvalade, Lisszabon Játékvezető: Matej Jug (szlovén) |

| 2022. június 9. 20:45 |

| Svájc | 0–1               | Spanyolország |
| ----- | ----------------- | ------------- |
|       | (0–1) Jegyzőkönyv | Sarabia 13'   |

| Stade de Genève, Genf Játékvezető: Serdar Gözübüyük (holland) |

| 2022. június 12. 20:45 |

| Spanyolország         | 2–0               | Csehország |
| --------------------- | ----------------- | ---------- |
| Soler 24' Sarabia 75' | (1–0) Jegyzőkönyv |            |

| Estadio La Rosaleda, Málaga Játékvezető: Cüneyt Çakır (török) |

| 2022. június 12. 20:45 |

| Svájc        | 1–0               | Portugália |
| ------------ | ----------------- | ---------- |
| Seferović 1' | (1–0) Jegyzőkönyv |            |

| Stade de Genève, Genf Játékvezető: Fran Jović (horvát) |

| 2022. szeptember 24. 20:45 |

| Csehország | 0–4               | Portugália                                         |
| ---------- | ----------------- | -------------------------------------------------- |
|            | (0–2) Jegyzőkönyv | Dalot 33' 52' Bruno Fernandes 45+2' Diogo Jota 82' |

| Fortuna Aréna, Prága Játékvezető: Srdjan Jovanović (szerb) |

| 2022. szeptember 24. 20:45 |

| Spanyolország  | 1–2               | Svájc                 |
| -------------- | ----------------- | --------------------- |
| Jordi Alba 55' | (0–1) Jegyzőkönyv | Akanji 21' Embolo 59' |

| La Romareda, Zaragoza Játékvezető: Clément Turpin (francia) |

| 2022. szeptember 27. 20:45 (19:45 UTC+1) |

| Portugália | 0–1               | Spanyolország |
| ---------- | ----------------- | ------------- |
|            | (0–0) Jegyzőkönyv | Morata 88'    |

| Estádio Municipal de Braga, Braga Játékvezető: Daniele Orsato (olasz) |

| 2022. szeptember 27. 20:45 |

| Svájc                  | 2–1               | Csehország |
| ---------------------- | ----------------- | ---------- |
| Freuler 29' Embolo 30' | (2–1) Jegyzőkönyv | Schick 45' |

| Kybunpark, St. Gallen Játékvezető: Irfan Peljto (bosznia-hercegovinai) |

### 3. csoport
| Hely. | Csapat       | M | Gy | D | V | G+ | G– | Gk | P  | Feljutás vagy kiesés                            |     | Olaszország | Magyarország | Németország | Anglia |
| ----- | ------------ | - | -- | - | - | -- | -- | -- | -- | ----------------------------------------------- | --- | ----------- | ------------ | ----------- | ------ |
| 1.    | Olaszország  | 6 | 3  | 2 | 1 | 8  | 7  | +1 | 11 | Továbbjutott a Nemzetek Ligája négyes döntőjébe |     | —           | 2–1          | 1–1         | 1–0    |
| 2.    | Magyarország | 6 | 3  | 1 | 2 | 8  | 5  | +3 | 10 |                                                 |     | 0–2         | —            | 1–1         | 1–0    |
| 3.    | Németország  | 6 | 1  | 4 | 1 | 8  | 7  | +1 | 7  |                                                 | 5–2 | 0–1         | —            | 1–1         |        |
| 4.    | Anglia       | 6 | 0  | 3 | 3 | 1  | 7  | −6 | 3  | Kiesett a B ligába                              |     | 0–0         | 0–4          | 3–3         | —      |

| 2022. június 4. 18:00 |

| Magyarország              | 1–0                         | Anglia |
| ------------------------- | --------------------------- | ------ |
| Szoboszlai 66' (11-esből) | (0–0) Jegyzőkönyv Részletek |        |

| Puskás Aréna, Budapest Nézőszám: 30 000 (zárt kapuk mögött) Játékvezető: Artur Soares Dias (portugál) |

| 2022. június 4. 20:45 |

| Olaszország    | 1–1               | Németország |
| -------------- | ----------------- | ----------- |
| Pellegrini 70' | (0–0) Jegyzőkönyv | Kimmich 73' |

| Renato Dall’Ara Stadion, Bologna Játékvezető: Srdjan Jovanović (szerb) |

| 2022. június 7. 20:45 |

| Németország | 1–1               | Anglia              |
| ----------- | ----------------- | ------------------- |
| Hofmann 50' | (0–0) Jegyzőkönyv | Kane 88' (11-esből) |

| Allianz Arena, München Játékvezető: Carlos del Cerro Grande (spanyol) |

| 2022. június 7. 20:45 |

| Olaszország                | 2–1                         | Magyarország        |
| -------------------------- | --------------------------- | ------------------- |
| Barella 30' Pellegrini 45' | (2–0) Jegyzőkönyv Részletek | Mancini 61' (öngól) |

| Dino Manuzzi Stadion, Cesena Játékvezető: Sandro Schärer (svájci) |

| 2022. június 11. 20:45 (19:45 UTC+1) |

| Anglia | 0–0         | Olaszország |
| ------ | ----------- | ----------- |
|        | Jegyzőkönyv |             |

| Molineux Stadion, Wolverhampton Nézőszám: zárt kapuk mögött Játékvezető: Szymon Marciniak (lengyel) |

| 2022. június 11. 20:45 |

| Magyarország | 1–1                         | Németország |
| ------------ | --------------------------- | ----------- |
| Nagy Zs. 6'  | (1–1) Jegyzőkönyv Részletek | Hofmann 9'  |

| Puskás Aréna, Budapest Játékvezető: José María Sánchez Martínez (spanyol) |

| 2022. június 14. 20:45 (19:45 UTC+1) |

| Anglia | 0–4                         | Magyarország                           |
| ------ | --------------------------- | -------------------------------------- |
|        | (0–1) Jegyzőkönyv Részletek | Sallai 16' 70' Nagy Zs. 80' Gazdag 89' |

| Molineux Stadion, Wolverhampton Játékvezető: Clément Turpin (francia) |

| 2022. június 14. 20:45 |

| Németország                                                     | 5–2               | Olaszország              |
| --------------------------------------------------------------- | ----------------- | ------------------------ |
| Kimmich 10' Gündoğan 45+4' (11-esből) Müller 51' Werner 68' 69' | (2–0) Jegyzőkönyv | Gnonto 78' Bastoni 90+1' |

| Borussia-Park Stadion, Mönchengladbach Játékvezető: Kovács István (román) |

| 2022. szeptember 23. 20:45 |

| Németország | 0–1                         | Magyarország |
| ----------- | --------------------------- | ------------ |
|             | (0–1) Jegyzőkönyv Részletek | Szalai 17'   |

| Red Bull Arena, Lipcse Játékvezető: Slavko Vinčić (szlovén) |

| 2022. szeptember 23. 20:45 |

| Olaszország   | 1–0               | Anglia |
| ------------- | ----------------- | ------ |
| Raspadori 68' | (0–0) Jegyzőkönyv |        |

| Giuseppe Meazza Stadion, Milánó Játékvezető: Jesús Gil Manzano (spanyol) |

| 2022. szeptember 26. 20:45 (19:45 UTC+1) |

| Anglia                                 | 3–3               | Németország                             |
| -------------------------------------- | ----------------- | --------------------------------------- |
| Shaw 72' Mount 75' Kane 83' (11-esből) | (0–0) Jegyzőkönyv | Gündoğan 52' (11-esből) Havertz 67' 87' |

| Wembley Stadion, London Játékvezető: Danny Makkelie (holland) |

| 2022. szeptember 26. 20:45 |

| Magyarország | 0–2                         | Olaszország               |
| ------------ | --------------------------- | ------------------------- |
|              | (0–1) Jegyzőkönyv Részletek | Raspadori 27' Dimarco 52' |

| Puskás Aréna, Budapest Játékvezető: Benoît Bastien (francia) |

### 4. csoport
| Hely. | Csapat        | M | Gy | D | V | G+ | G– | Gk | P  | Feljutás vagy kiesés                            |     | Hollandia | Belgium | Lengyelország | Wales |
| ----- | ------------- | - | -- | - | - | -- | -- | -- | -- | ----------------------------------------------- | --- | --------- | ------- | ------------- | ----- |
| 1.    | Hollandia     | 6 | 5  | 1 | 0 | 14 | 6  | +8 | 16 | Továbbjutott a Nemzetek Ligája négyes döntőjébe |     | —         | 1–0     | 2–2           | 3–2   |
| 2.    | Belgium       | 6 | 3  | 1 | 2 | 11 | 8  | +3 | 10 |                                                 |     | 1–4       | —       | 6–1           | 2–1   |
| 3.    | Lengyelország | 6 | 2  | 1 | 3 | 6  | 12 | −6 | 7  |                                                 | 0–2 | 0–1       | —       | 2–1           |       |
| 4.    | Wales         | 6 | 0  | 1 | 5 | 6  | 11 | −5 | 1  | Kiesett a B ligába                              |     | 1–2       | 1–1     | 0–1           | —     |

| 2022. június 1. 18:00 |

| Lengyelország              | 2–1               | Wales           |
| -------------------------- | ----------------- | --------------- |
| Kamiński 72' Świderski 85' | (0–0) Jegyzőkönyv | J. Williams 52' |

| Városi Stadion, Wrocław Játékvezető: Rade Obrenovič (szlovén) |

| 2022. június 3. 20:45 |

| Belgium         | 1–4               | Hollandia                               |
| --------------- | ----------------- | --------------------------------------- |
| Batshuayi 90+3' | (0–1) Jegyzőkönyv | Bergwijn 40' Depay 51' 65' Dumfries 61' |

| Baldvin király Stadion, Brüsszel Játékvezető: José María Sánchez Martínez (spanyol) |

| 2022. június 8. 20:45 |

| Belgium                                                               | 6–1               | Lengyelország   |
| --------------------------------------------------------------------- | ----------------- | --------------- |
| Witsel 42' De Bruyne 59' Trossard 73' 80' Dendoncker 83' Openda 90+3' | (1–1) Jegyzőkönyv | Lewandowski 28' |

| Baldvin király Stadion, Brüsszel Játékvezető: Ivan Kružliak (szlovák) |

| 2022. június 8. 20:45 (19:45 UTC+1) |

| Wales                   | 1–2               | Hollandia                      |
| ----------------------- | ----------------- | ------------------------------ |
| Norrington-Davies 90+2' | (0–0) Jegyzőkönyv | Koopmeiners 50' Weghorst 90+4' |

| Cardiff City Stadion, Cardiff Játékvezető: Glenn Nyberg (svéd) |

| 2022. június 11. 20:45 |

| Hollandia                 | 2–2               | Lengyelország          |
| ------------------------- | ----------------- | ---------------------- |
| Klaassen 51' Dumfries 54' | (0–1) Jegyzőkönyv | Cash 18' Zieliński 49' |

| Feijenoord Stadion, Rotterdam Játékvezető: Halil Umut Meler (török) |

| 2022. június 11. 20:45 (19:45 UTC+1) |

| Wales       | 1–1               | Belgium       |
| ----------- | ----------------- | ------------- |
| Johnson 86' | (0–0) Jegyzőkönyv | Tielemans 51' |

| Cardiff City Stadion, Cardiff Játékvezető: Benoît Bastien (francia) |

| 2022. június 14. 20:45 |

| Hollandia                      | 3–2               | Wales                             |
| ------------------------------ | ----------------- | --------------------------------- |
| Lang 17' Gakpo 23' Depay 90+3' | (2–1) Jegyzőkönyv | Johnson 26' Bale 90+2' (11-esből) |

| Feijenoord Stadion, Rotterdam Játékvezető: Horațiu Feșnic (román) |

| 2022. június 14. 20:45 |

| Lengyelország | 0–1               | Belgium       |
| ------------- | ----------------- | ------------- |
|               | (0–1) Jegyzőkönyv | Batshuayi 16' |

| Nemzeti Stadion, Varsó Játékvezető: Irfan Peljto (bosznia-hercegovinai) |

| 2022. szeptember 22. 20:45 |

| Belgium                     | 2–1               | Wales     |
| --------------------------- | ----------------- | --------- |
| De Bruyne 10' Batshuayi 37' | (2–0) Jegyzőkönyv | Moore 50' |

| Baldvin király Stadion, Brüsszel Játékvezető: Ali Palabıyık (török) |

| 2022. szeptember 22. 20:45 |

| Lengyelország | 0–2               | Hollandia              |
| ------------- | ----------------- | ---------------------- |
|               | (0–1) Jegyzőkönyv | Gakpo 13' Bergwijn 60' |

| Nemzeti Stadion, Varsó Játékvezető: Alejandro Hernández Hernández (spanyol) |

| 2022. szeptember 25. 20:45 |

| Hollandia    | 1–0               | Belgium |
| ------------ | ----------------- | ------- |
| Van Dijk 73' | (0–0) Jegyzőkönyv |         |

| Johan Cruijff Arena, Amszterdam Játékvezető: Anthony Taylor (angol) |

| 2022. szeptember 25. 20:45 (19:45 UTC+1) |

| Wales | 0–1               | Lengyelország |
| ----- | ----------------- | ------------- |
|       | (0–0) Jegyzőkönyv | Świderski 58' |

| Cardiff City Stadion, Cardiff Játékvezető: Andris Treimanis (litván) |

## Egyenes kieséses szakasz

### Ágrajz
|  |               |               |               |               |       |              |              |       |
|  | Elődöntők     | Elődöntők     | Elődöntők     |               |       | Döntő        | Döntő        | Döntő |
|  | Elődöntők     | Elődöntők     | Elődöntők     |               |       | Döntő        | Döntő        | Döntő |
|  | június 14.    |               |               |               |       |              |              |       |
|  |               |               |               |               |       |              |              |       |
|  | Hollandia     | Hollandia     | 2             |               |       |              |              |       |
|  | Hollandia     | Hollandia     | 2             | június 18.    |       |              |              |       |
|  | Horvátország  | Horvátország  | 4             |               |       |              |              |       |
|  | Horvátország  | Horvátország  | 4             |               |       | Horvátország | Horvátország | 0 (4) |
|  | június 15.    |               |               |               |       | Horvátország | Horvátország | 0 (4) |
|  |               |               | Spanyolország | Spanyolország | 0 (5) |              |              |       |
|  | Spanyolország | Spanyolország | Spanyolország | Spanyolország | 0 (5) | 2            |              |       |
|  | Spanyolország | Spanyolország |               |               |       |              |              |       |
|  | Olaszország   | Olaszország   | 1             |               |       |              |              |       |
|  | Olaszország   | Olaszország   | 1             | Bronzmérkőzés |       |              |              |       |
|  |               |               |               |               |       |              |              |       |
|  | június 18.    |               |               |               |       |              |              |       |
|  |               |               |               |               |       |              |              |       |
|  | Hollandia     | Hollandia     | 2             |               |       |              |              |       |
|  | Hollandia     | Hollandia     | 2             |               |       |              |              |       |
|  | Olaszország   | Olaszország   | 3             |               |       |              |              |       |
|  | Olaszország   | Olaszország   | 3             |               |       |              |              |       |

### Elődöntők
| 2023. június 14. 20:45 |

| Hollandia            | 2–4                         | Horvátország                                                            |
| -------------------- | --------------------------- | ----------------------------------------------------------------------- |
| Malen 34' Lang 90+6' | (1–0, 2–2, 2–3) Jegyzőkönyv | Kramarić 55' (11-esből) Pašalić 72' Petković 98' Modrić 116' (11-esből) |

| De Kuip, Rotterdam Nézőszám: 9359 Játékvezető: Kovács István (román) |

| 2023. június 15. 20:45 |

| Spanyolország      | 2–1               | Olaszország             |
| ------------------ | ----------------- | ----------------------- |
| Pino 3' Joselu 88' | (1–1) Jegyzőkönyv | Immobile 11' (11-esből) |

| De Grolsch Veste, Enschede Nézőszám: 4558 Játékvezető: Slavko Vinčić (szlovén) |

### Bronzmérkőzés
| 2023. június 18. 15:00 |

| Hollandia                  | 2–3               | Olaszország                        |
| -------------------------- | ----------------- | ---------------------------------- |
| Bergwijn 68' Wijnaldum 90' | (0–2) Jegyzőkönyv | Dimarco 6' Frattesi 20' Chiesa 72' |

| De Grolsch Veste, Enschede Játékvezető: Glenn Nyberg (svéd) |

### Döntő
| 2023. június 18. 20:45 |

| Horvátország                                  | 0–0 (h. u.) | Spanyolország                                |
| --------------------------------------------- | ----------- | -------------------------------------------- |
|                                               | Jegyzőkönyv |                                              |
| Büntetőpárbaj                                 |             |                                              |
| Vlašić Brozović Modrić Majer Perišić Petković | 4–5         | Joselu Rodri Merino Asensio Laporte Carvajal |

| De Kuip, Rotterdam Játékvezető: Felix Zwayer (német) |

## Összesített rangsor
Az A liga 16 csapata az UEFA Nemzetek Ligája 1–16. helyezéseit kapta, a következő szabályok alapján:
- A csoportok győztesei az 1–4. helyezéseket kapták, a Nemzetek Ligája egyenes kieséses szakaszának eredménye alapján.
- A csoportok második helyezettjei az 5–8. helyezéseket kapták, a csoportban elért eredményeik alapján.
- A csoportok harmadik helyezettjei a 9–12. helyezéseket kapták, a csoportban elért eredményeik alapján.
- A csoportok negyedik helyezettjei a 13–16. helyezéseket kapták, a csoportban elért eredményeik alapján.

| Hely. | Cs | Csapat        | M | Gy | D | V | G+ | G– | Gk | P  |
| ----- | -- | ------------- | - | -- | - | - | -- | -- | -- | -- |
| 1.    | A2 | Spanyolország | 6 | 3  | 2 | 1 | 8  | 5  | +3 | 11 |
| 2.    | A1 | Horvátország  | 6 | 4  | 1 | 1 | 8  | 6  | +2 | 13 |
| 3.    | A3 | Olaszország   | 6 | 3  | 2 | 1 | 8  | 7  | +1 | 11 |
| 4.    | A4 | Hollandia     | 6 | 5  | 1 | 0 | 14 | 6  | +8 | 16 |
|       |    |               |   |    |   |   |    |    |    |    |
| 5.    | A1 | Dánia         | 6 | 4  | 0 | 2 | 9  | 5  | +4 | 12 |
| 6.    | A2 | Portugália    | 6 | 3  | 1 | 2 | 11 | 3  | +8 | 10 |
| 7.    | A4 | Belgium       | 6 | 3  | 1 | 2 | 11 | 8  | +3 | 10 |
| 8.    | A3 | Magyarország  | 6 | 3  | 1 | 2 | 8  | 5  | +3 | 10 |
|       |    |               |   |    |   |   |    |    |    |    |
| 9.    | A2 | Svájc         | 6 | 3  | 0 | 3 | 6  | 9  | −3 | 9  |
| 10.   | A3 | Németország   | 6 | 1  | 4 | 1 | 11 | 9  | +2 | 7  |
| 11.   | A4 | Lengyelország | 6 | 2  | 1 | 3 | 6  | 12 | −6 | 7  |
| 12.   | A1 | Franciaország | 6 | 1  | 2 | 3 | 5  | 7  | −2 | 5  |
|       |    |               |   |    |   |   |    |    |    |    |
| 13.   | A1 | Ausztria      | 6 | 1  | 1 | 4 | 6  | 10 | −4 | 4  |
| 14.   | A2 | Csehország    | 6 | 1  | 1 | 4 | 5  | 13 | −8 | 4  |
| 15.   | A3 | Anglia        | 6 | 0  | 3 | 3 | 4  | 10 | −6 | 3  |
| 16.   | A4 | Wales         | 6 | 0  | 1 | 5 | 6  | 11 | −5 | 1  |

## 2024-es Eb-pótselejtező
Az A liga négy legjobb csapata, amely a selejtezőből nem jutott ki a 2024-es Európa-bajnokságra, részt vehetett a pótselejtezőn. Ha a ligából kevesebb mint négy csapat nem jutott ki a selejtezőből, akkor először a D liga legjobb csoportgyőztese kapott kvótát, kivéve ha kijutott a selejtezőn. Ezt követően a pótselejtezős helyeket a B és C liga azon csapatai kapták, amelyek nem jutottak ki az Eb-re (kivéve a csoportgyőzteseket és azokat, amelyeket a saját ligájuk ágára sorsolnak).
| Hely. | Csapat        |
| ----- | ------------- |
| 1. CS | Spanyolország |
| 2. CS | Horvátország  |
| 3. CS | Olaszország   |
| 4. CS | Hollandia     |
| 5.    | Dánia         |
| 6.    | Portugália    |
| 7.    | Belgium       |
| 8.    | Magyarország  |
| 9.    | Svájc         |
| 10.   | Németország   |
| 11.   | Lengyelország |
| 12.   | Franciaország |
| 13.   | Ausztria      |
| 14.   | Csehország    |
| 15.   | Anglia        |
| 16.   | Wales         |

Jegyzetek
- CS Az A, B, C liga csoportgyőztese
- D A D liga legjobb csoportgyőztese
- Kijutott az Európa-bajnokságra
- A pótselejtezőbe jutott
- Rendezőként kijutott az Európa-bajnokságra
- Kizárták